# Alberto Anaya

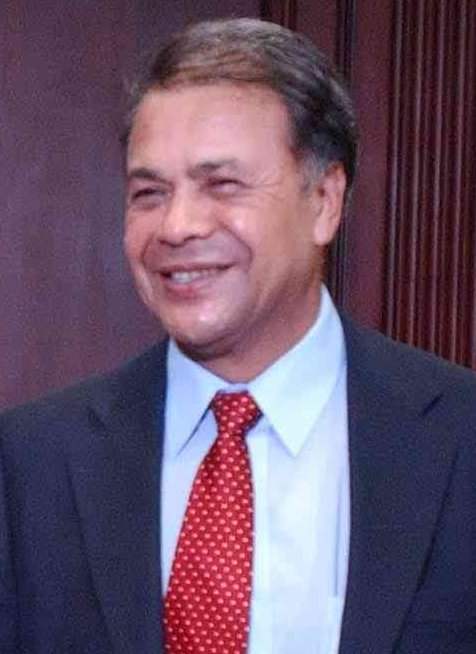
Alberto Anaya

Alberto Anaya Gutiérrez (Aguascalientes, 15 november 1946) is een Mexicaans politicus van de Partij van de Arbeid (PT).
Anaya studeerde economie aan de Nationale Autonome Universiteit van Mexico (UNAM). Anaya was actief als marxistisch activist en leidde het actiecomité Tierra y Libertad, maar was desalniettemin ook bevriend met verschillende toppolitici van de destijds oppermachtige Institutioneel Revolutionaire Partij (PRI), waaronder Manuel Camacho Solís, Carlos Salinas en Jose Francisco Ruiz Massieu. In de jaren 80 werd hij door de autoritaire gouverneur Alfonso Martínez Domínguez van Nuevo León gevangengezet.
Na zijn vrijlating richtte hij in 1990 de PT op, hoewel boze tongen beweren dat hij die partij had opgericht op aansporing van president Salinas, om op die manier de wind uit de zeilen van de linkse Partij van de Democratische Revolutie (PRD) te halen. Desalniettemin werd de PT halverwege de jaren 90 een bondgenoot van de PRD. Anaya heeft meerdere keren als afgevaardigde gediend, en is momenteel senator en partijvoorzitter.